# Johann Jacob Dillenius
Johann Jacob Dillenius, född 1684, död 2 april 1747, var en tysk botaniker. Auktorsnamnet Dill. kan användas för Johann Jacob Dillenius i samband med ett vetenskapligt namn inom botaniken; se Wikipediaartiklar som länkar till auktorsnamnet.
Dillenius var docent i Giessen och blev 1721 föreståndare för bröderna Sherards botaniska trädgård i Eltham. År 1728 blev han professor vid universitetet i Oxford. Dillenius gjorde långa botaniska resor och ägnade sig framför allt åt studiet av de lägre växterna, av vilka hans särskilt ingående behandlade mossorna. Bland hans skrifter märks Hortus Elthamensis (2 band, 1732) och Historia muscorum (1741).